# Groß Sarau
Groß Sarau ist eine Gemeinde im Kreis Herzogtum Lauenburg in Schleswig-Holstein.

## Geographie
Groß Sarau liegt am Westufer des Ratzeburger Sees im Naturpark Lauenburgische Seen.
Ortsteile sind neben Groß Sarau selbst Gut Tüschenbek (früher Teil des eigenständigen Amtes Tüschenbek), Nädlershorst, Ziegelhorst, Rothenhusen, Hornstorf, Klein Sarau und Holstendorf. Der Blankensee gehört mit seiner südlichen Hälfte zum Gemeindegebiet.

## Geschichte
Die erste urkundliche Erwähnung erfolgte 1230. Der Ortsname kommt aus dem Altpolabischen und bedeutet „Ort bei der Brandrodung“.  Am 1. Dezember 1971 erfolgte die Eingemeindung der damaligen Gemeinden Klein Sarau und Holstendorf.

## Politik

### Gemeindevertretung
Bei der Kommunalwahl 2023 errang die Aktion Bürgergemeinschaft Groß Sarau erneut alle elf Sitze in der Gemeindevertretung. Die Wahlbeteiligung betrug 63,5 Prozent.

### Wappen
Blasonierung: „Von Grün und Blau durch einen silbernen Wellenbalken leicht gesenkt geteilt. Oben ein goldenes Reetdachhaus und ein silbernes Hufeisen mit nach oben gekehrten Stollen, unten ein goldenes Boot mit zwei Rudern.“

## Sehenswürdigkeiten
In der Liste der Kulturdenkmale in Groß Sarau stehen die in der Denkmalliste des Landes Schleswig-Holstein eingetragenen Kulturdenkmale.

## Verkehr
Die ehemalige Bundesstraße 207 Alte Salzstraße führt noch durch den Ort und kreuzt an der nördlichen Gemeindegrenze die Bundesautobahn 20 (Anschlussstelle Groß Sarau). Bei Rothenhusen führte zunächst die einzige Brücke zwischen Lübeck und Ratzeburg über die Wakenitz nach Mecklenburg-Vorpommern. Sie wurde 2008 abgerissen und 2009 durch einen Neubau ersetzt.
Ende 2006 wurden erstmals Überlegungen laut, die weitere Brücke über die Wakenitz bei Nädlershorst zur besseren Erschließung der Wanderwege zwischen der mecklenburgischen Nachbargemeinde Lüdersdorf mit dem nördlichen Rand des Biosphärenreservat Schaalsee und dem Naturpark Lauenburgische Seen wieder neu zu errichten. Diese hatte von den 1930er Jahren bis zur Errichtung der innerdeutschen Grenze bestanden, wurde 1975 endgültig abgerissen. Sie war aber mit den ehemaligen Rampen und Brückenlagern noch erkennbar und vom ursprünglichen Wegenetz noch erschlossen. Die Brücke wurde aus Fördermitteln der Metropolregion Hamburg errichtet. Die Skulptur Grenzen überwinden auf der Westseite der Wakenitz ist eine Arbeit des in Schattin auf der Ostseite ansässigen Bildhauers Claus Görtz. Sie entstand unter Verwendung der bis 2008 dort befindlichen Schlagbäume, die die verwaisten Rampen der Vorgängerbrücke sicherten. Von Lübeck nach Rothenhusen verläuft der Drägerweg als Wanderweg entlang der Aulandschaft der Wakenitzniederung.

## Freizeit
Die Wochenendsiedlung Schanzenberg ist das Segelzentrum am Ratzeburger See.
Das Segelzentrum Schanzenberg beherbergt die Sommerstützpunkte der drei Lübecker Segelvereine Lübecker Segler-Verein, Segler-Club Hansa und Segler-Verein-Wakenitz. Die Badestelle der Gemeinde am Großen Ratzeburger See wird in den Sommermonaten von der DLRG überwacht.

## Bilder

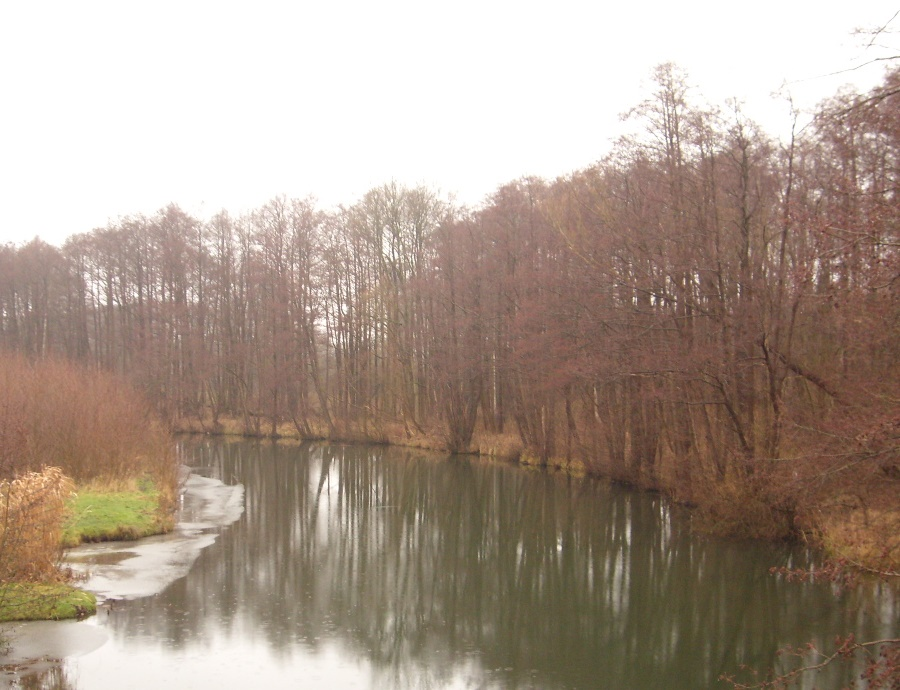
Blick von der Brücke bei Nädlershorst auf die Wakenitz
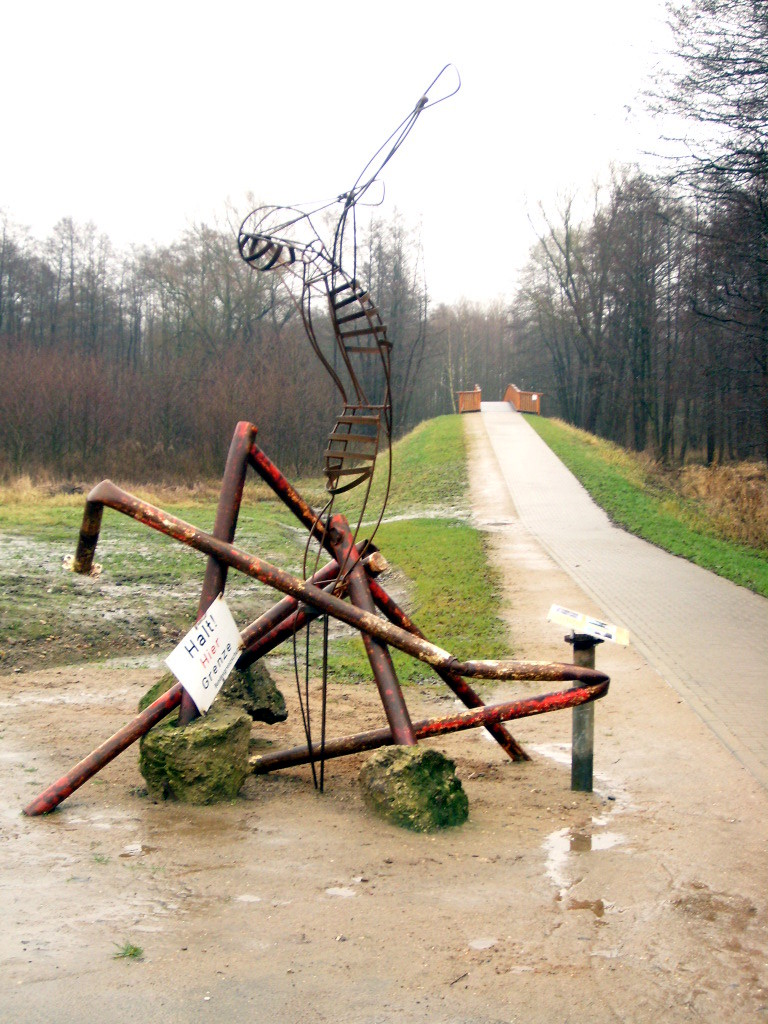
Brückenneubau zwischen Groß Sarau und Schattin bei Nädlershorst 2008
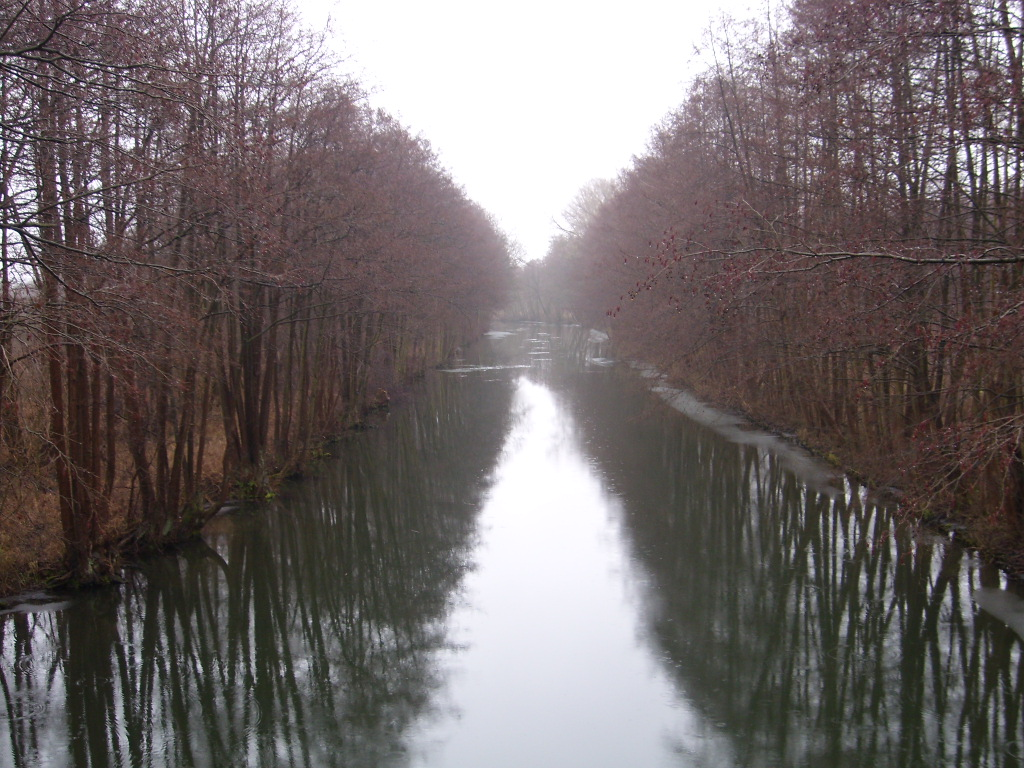
Blick von Nädlershorst südwärts auf den Langen Jammer der Wakenitz
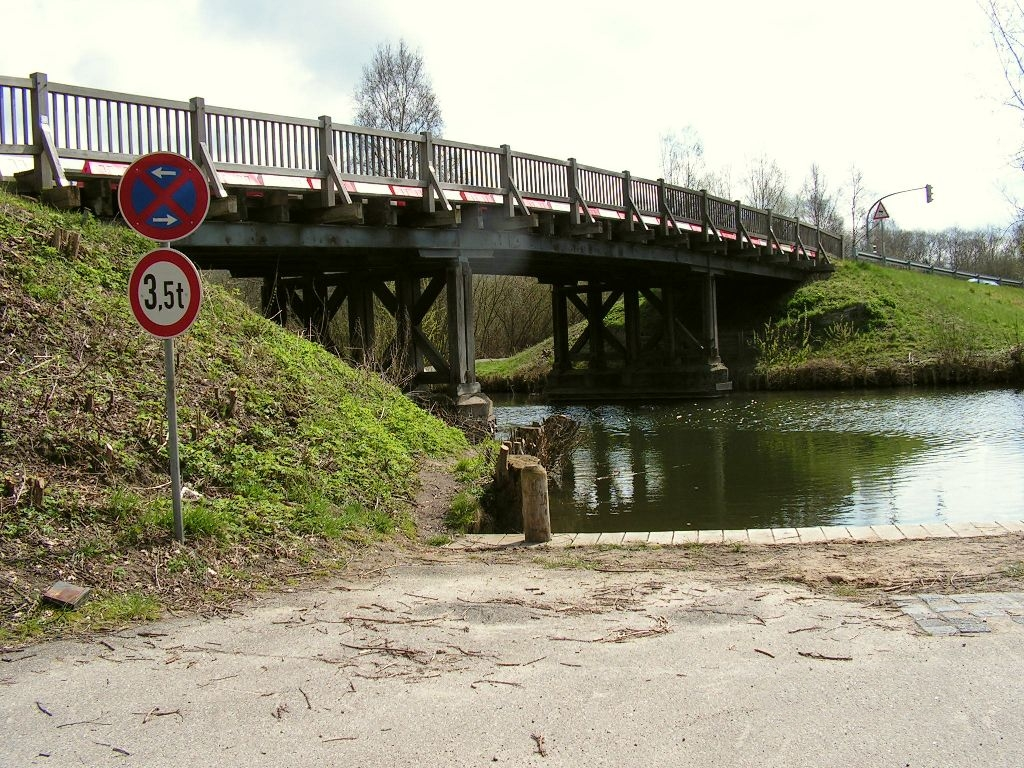
Ehemalige Brücke der „Nachwendezeit“ bei Rothenhusen, inzwischen abgerissen
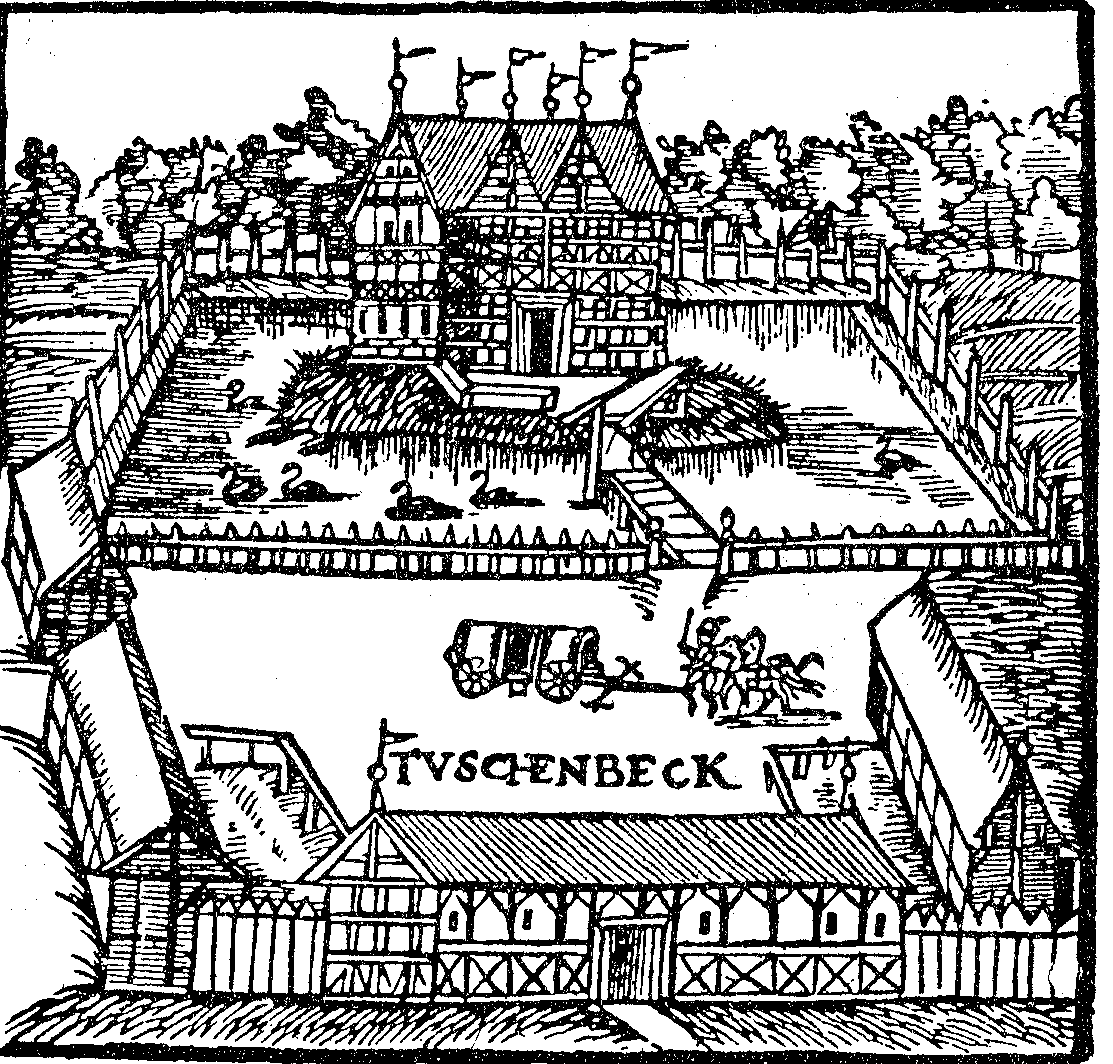
Gut Tüschenbek im 16. Jahrhundert (Rekonstruktion)
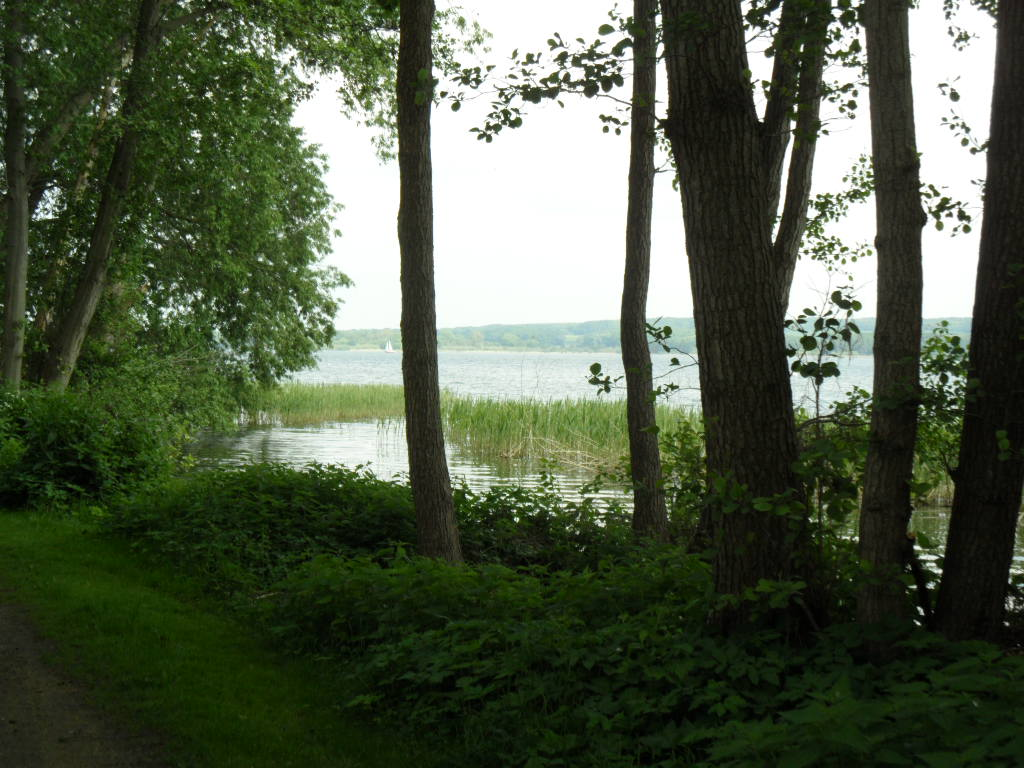
Ratzeburger See